# Półkula (geografia)

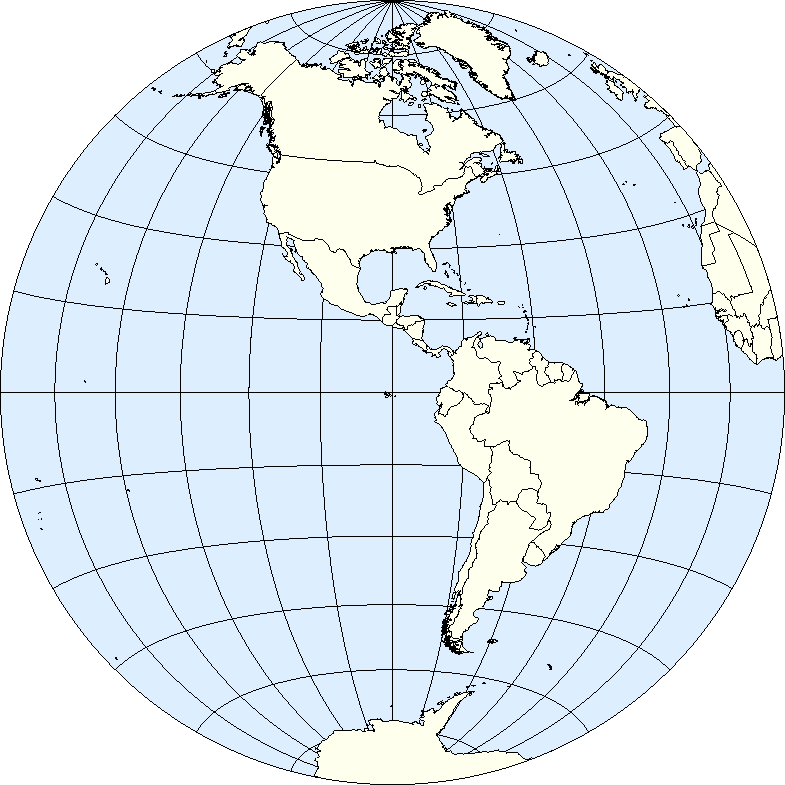
Zachodnia półkula Ziemi

Kulę ziemską można dzielić na półkule według różnych kryteriów. Najczęściej wydziela się:
- półkulę zachodnią i wschodnią – rozdzielone płaszczyzną południków 0° i 180°,
- półkulę północną i południową – rozdzielone płaszczyzną równika,
- półkulę lądową i wodną – taki podział Ziemi na półkule, że dana półkula zawiera maksymalną powierzchnię odpowiednio lądów i oceanów.

W kartografii półkule przedstawia się na tzw. planiglobach.